# Roberto Birri
Roberto César Birri (Elena, Provincia de Córdoba, 3 de julio de 1955) es un abogado y político perteneciente al Partido Socialista, fue concejal de su ciudad, Secretario de Desarrollo Humano y Legislador Provincial durante ocho años.

## Biografía
Roberto Birri nació en Elena, provincia de Córdoba el día 3 de julio de 1955, Expresidente del club Estudiantes, del Colegio de Abogados fue candidato a intendente de Río Cuarto en 1983 saliendo séptimo de 10 candidatos con solo 382 votos por el Partido Socialista Popular (el socialismo fue dividido), en 1991 volvió a ser candidato a intendente quedando en tercer lugar con 1.704 votos, fue elegido concejal cargo que ocupó de 1999 a 2003 y fue elegido en 2004 Secretario de Desarrollo Humano de la Municipalidad de Río Cuarto por el intendente, Benigno Rins perteneciente a la Unión Cívica Radical que decidió formar un gabinete con miembros de diferentes partido políticos se desarrolló en el cargo hasta 2007.
Con el tiempo Birri se ha convertido en un dirigente importante dentro del Socialismo.
Actualmente apoya al peronismo tanto a nivel provincial como local.

### Legislador Provincial (2007-2015)
En 2007 fue elegido Legislador de la provincia de Córdoba y reelecto en 2011. En 2013 decide alejarse del bloque Frente Cívico (Juecismo) y arma su propio bloque unipersonal en la Legislatura “El Socialismo ratifica su vocación frentista, tanto a nivel nacional como a nivel provincial, entendiendo que es necesario trabajar para unir a los sectores progresistas y brindar a la ciudadanía alternativas electorales capaces de gobernar y modificar la realidad, las cuales deben construirse sobre la base de claridad programática, funcionamiento democrático y partidos políticos fortalecidos institucionalmente", afirma el documento y ratificó su pertenencia al Frente Progresista, Cívico y Social

### Candidato a Gobernador de Córdoba 2015
El 5 de julio de 2015 se presentó en las Elecciones Gobernador de Córdoba 2015 por el Frente Progresista y Popular compuesto en la provincia por el Partido Socialista - GEN - Movimiento Libres del Sur - Unión Popular - Partido del Trabajo y del Pueblo. Su candidato a vicegobernador fue Carlos Altamirano del GEN, logrando el séptimo lugar con el 1,25% de los votos.

### Candidaturas a Diputado Nacional
En las elecciones de 2015, Birri encabezó la lista a diputados nacionales del frente Progresistas compuesto en Córdoba por el Partido Socialista - Movimiento Libres del Sur y el GEN. La lista saco el 3,04% (64.663 votos).
En las elecciones de 2019 encabezó la lista de diputados nacionales de la alianza Consenso Federal que llevó a Roberto Lavagna como candidato a presidente de la nación y a Juan Manuel Urtubey como candidato a vice.¨La alianza estuvo nuevamente formado en la provincia de Córdoba por los partidos Socialistas - GEN y Movimiento Libres del Sur logrando el 3,56% (79.098 votos).

## Historia Electoral

### Elecciones Gobernador de Córdoba 2015
| Fórmula               | Fórmula               | Partido               | Partido                                                  | Votos     | %     |
| Gobernador            | Vicegobernador        | Partido               | Partido                                                  | Votos     | %     |
| --------------------- | --------------------- | --------------------- | -------------------------------------------------------- | --------- | ----- |
| Juan Schiaretti       | Martín Llaryora       |                       | Unión por Córdoba                                        | 745.240   | 39,99 |
| Oscar Aguad           | Héctor Baldassi       |                       | Juntos por Córdoba                                       | 628.806   | 33,74 |
| Eduardo Accastello    | Cacho Buenaventura    |                       | Córdoba Podemos                                          | 319.942   | 17,17 |
| Liliana Olivero       | Hernán Puddu          |                       | Frente de Izquierda y de los Trabajadores                | 91.287    | 4,89  |
| Eduardo Mulhall       | Anita Páez            |                       | Movimiento al Socialismo                                 | 26.626    | 1,32  |
| Raúl Gómez            | Sofía Gatica          |                       | MST-Nueva Izquierda                                      | 26.333    | 1,31  |
| Roberto Birri         | Carlos Altamirano     |                       | Frente Progresista y Popular (PS - GEN - MLS - UP - PTP) | 25.121    | 1,25  |
| Votos positivos       | Votos positivos       | Votos positivos       | Votos positivos                                          | 1.863.355 | 92,74 |
| Votos en blanco       | Votos en blanco       | Votos en blanco       | Votos en blanco                                          | 77.873    | 3,87  |
| Votos nulos           | Votos nulos           | Votos nulos           | Votos nulos                                              | 67.902    | 3,37  |
| Participación         | Participación         | Participación         | Participación                                            | 2.009.130 | 74,97 |
| Abstenciones          | Abstenciones          | Abstenciones          | Abstenciones                                             | 670.753   | 25,03 |
| Electores registrados | Electores registrados | Electores registrados | Electores registrados                                    | 2.679.883 | 100   |
| Fuente:               |                       |                       |                                                          |           |       |

### Elecciones Diputado Nacional 2019
| Provincia de Córdoba 9 Diputados | Provincia de Córdoba 9 Diputados | Provincia de Córdoba 9 Diputados | Provincia de Córdoba 9 Diputados | Provincia de Córdoba 9 Diputados | Provincia de Córdoba 9 Diputados |
| Partido/Alianza                  | Partido/Alianza | Votos                            | %                                | Bancas                           | Candidatos |
| -------------------------------- | --- | -------------------------------- | -------------------------------- | -------------------------------- | --- |
|                                  | Alianza Juntos por el Cambio Ver partidos de la alianza: - Unión Cívica Radical - Coalición Cívica ARI - Propuesta Republicana - Frente Cívico de Córdoba - Partido Primero la Gente | 1.140.338                        | 51,32                            | 6/9                              | Ver candidatos: 1. Mario Negri · 2. Soher El Sukaria · 3. Victor Hugo Romero · 4. Leonor María Martínez Villada · 5. Luis Juez · 6. Adriana Noemí Ruarte · 7. Marcos Gustavo Carraso · 8. Liliana Gladys Ruetsch · 9. Gonzalo Gastón Torres                             |
|                                  | Alianza Frente de Todos Ver partidos de la alianza: - Partido Intransigente - Partido Comunista - Frente Grande - Partido de la Victoria - Partido Solidario - Kolina - Encuentro por la Democracia y la Equidad - Partido del Trabajo y del Pueblo - Partido de la Concertación FORJA - Compromiso Federal - Acción para el Cambio - Cambio Córdoba - Frente Federal de Acción Solidaria - Partido Humanista - Patria Grande | 495.823                          | 22,31                            | 2/9                              | Ver candidatos: 1. Eduardo Gabriel Fernández · 2. Gabriela Beatriz Estévez · 3. Pablo Miguel Chacón · 4. Mirta Susana Iriondo · 5. Franco Gabriel Saillén · 6. Paula Cecila Merchán · 7. Ignacio Basélica · 8. Malvina Noemí Tosco · 9. Federico Tomás Iribarren        |
|                                  | Alianza Hacemos por Córdoba Ver partidos de la alianza: - Movimiento de Integración y Desarrollo - Partido Justicialista - Partido Demócrata Cristiano - Partido Fe - Partido Demócrata - Partido Liberal Republicano - Unión Vecinal Federal - Vecinalismo Independiente - Política Abierta para la Integridad Social | 377.844                          | 17,00                            | 1/9                              | Ver candidatos: 1. Carlos Mario Gutiérrez · 2. Claudia Roxana Martínez · 3. Oscar Félix González · 4. Carolina del Valle Basualdo · 5. Facundo Torres Lima · 6. Nora Esther Bedano · 7. Gustavo Alejandro Tévez · 8. Paula Andrea Córdoba · 9. Cayetano del Valle Canto |
|                                  | Alianza Consenso Federal Ver partidos de la alianza: - Movimiento Libres del Sur - Partido Socialista - Partido GEN | 79.098                           | 3,56                             | 0/9                              | Ver candidatos: 1. Roberto Birri 2. Betiana Georgina Cabrera Fasolis 3. Pablo Villanueva 4. Susel Demichelis 5. Pablo Álvarez 6. Carmen Acuña 7. Rene Morán 8. Marisa Cariddi 9. Oscar Doesserich                                                                       |
|                                  | Alianza Frente de Izquierda y de los Trabajadores - Unidad Ver partidos de la alianza: - Nueva Izquierda - Izquierda por una Opción Socialista - Partido de Trabajadores por el Socialismo - Partido Cordobés del Obrero | 55.802                           | 2,51                             | 0/9                              | Ver candidatos: 1. Liliana Olivero 2. Javier Musso 3. Maru Acosta 4. Jorge Navarro 5. Laura Vilches 6. Ezequiel Peressini 7. Soledad Díaz 8. Raúl Gómez 9. Noelia Agüero                                                                                                |
|                                  | Encuentro Vecinal Córdoba | 44.642                           | 2,01                             | 0/9                              | Ver candidatos: 1. Rodrigo María Agrelo 2. Paula Ponte 3. Nicolás Pagano Fernández 4. Paula Andrea Ledesma 5. Gerardo José Grosso 6. Elena Vacchetta 7. Lucas Ernesto Larrosa 8. María Teresita Vexenat 9. Ricardo Federico Dold                                        |
|                                  | Unite por la Libertad y la Dignidad | 28.444                           | 1,28                             | 0/9                              | Ver candidatos: 1. Alfredo Ariel Díaz 2. María Raquel Villena 3. Carlos Alberto Aguirre 4. Silvia Teresa Quiroga 5. José Eduardo Villena 6. Analía Beatriz Toranzo 7. Mauricio Ariel Laguia 8. Carmen Gabriela Díaz 9. Víctor Francisco Lagoria                         |
| Votos afirmativos                | Votos afirmativos | 2.221.991                        | 94,86                            |                                  | |
| Votos en blanco                  | Votos en blanco | 79.301                           | 3,39                             |                                  | |
| Votos nulos                      | Votos nulos | 40.926                           | 1,75                             |                                  | |
| Participación                    | Participación | 2.342.218                        | 79,01                            |                                  | |
| Electores registrados            | Electores registrados | 2.964.940                        | 100                              |                                  | |